# 蘇格蘭蛋
蘇格蘭蛋（英語：Scotch Egg）是將水煮蛋混合著豬肉、或牛肉之類的絞肉，再抹上麵包粉弄成丸子形狀後油炸的英式料理。

## 起源
於1738年英國的食品商店福南梅森開發了蘇格蘭蛋並於店內販售，而牛津大學出版社發行的食品百科《The Oxford Companion to Food》書中推測蘇格蘭蛋有可能是參考了莫臥兒料理裡一種名為「Kofta」的肉丸所變化而來。
發現最早呈現蘇格蘭蛋的製作方法；則出現在1809年由瑪麗亞·艾莉莎·朗黛爾（Maria Eliza Rundell）編寫的食譜《A New System of Domestic Cookery》書籍裡。

## 衍生
蘇格蘭蛋在英國其它地區有演變成不同的製作方式，如蘭開夏一帶的曼徹斯特蛋（Manchester Egg）料理方法是以醃蛋混合絞肉和黑血腸來油炸，其它像伍斯特蛋（Worcester Egg）則是採用以伍斯特醬來醃製雞蛋、之後混合香腸肉和白血腸來調理。

## 其它
在美國多數的英式酒吧裡都會提供蘇格蘭蛋讓顧客點選，當地則多搭配田園醬、辣醬或芥末醬食用。而在馬里蘭州或德克薩斯州一些年度文藝復興節慶裡也會有於會場出現蘇格蘭蛋的機會。
於荷蘭則有同樣將雞蛋包裹在麵粉裡油炸、類似蘇格蘭蛋名為的食品。